# 黑头关木通
黑头关木通（学名：Isotrema melanocephalum）是马兜铃科关木通属的一种植物，是中国的特有植物。分布于中国的云南。
叶片三角形卵状; 檐部内面白色密被黑头状乳突。。